# Battaglia di San Juan (1797)
La battaglia di San Juan fu uno sfortunato assalto da parte dei britannici al porto della città coloniale spagnola di San Juan.
Il 17 aprile 1797, il Luogotenente-Generale, Sir Ralph Abercromby, invase l'isola di Porto Rico con una forza da 6000 a 13000 uomini,, che comprendevano anche soldati tedeschi e marinai della Marina Reale e da 60 a 64 navi da guerra. La difesa era assicurata da 6000 a 7000 uomini, tra spagnoli e portoricani.
Gli Spagnoli individuarono un convoglio nemico al largo della costa la mattina del 17 aprile. Il governatore di Porto Rico, Brigadiere Generale Ramón de Castro, ordinò al suo capo militare di porre in atto un piano difensivo. Lungo i punti strategici della linea di costa, furono poste in posizione truppe della guarnigione. Nell'eseguire manovre all'interno del golfo la flotta britannica incontrò problemi. Vi erano barriere coralline sottomarine che restringevano il passaggio cosicché solo fregate e piccole navi da trasporto potevano entrare in porto. Gli inglesi piazzarono due fregate al suo ingresso per impedire l'accesso ad altre navi. Il 18 aprile le navi britanniche all'ancora iniziarono a bombardare i punti ove gli Spagnoli avevano posizioni difensive a protezione della spiaggia.
Dopo alcuni scontri minori, gli inglesi inviarono una nave battente bandiera diplomatica all'ingresso del porto e un aiutante di campo spagnolo che era andato incontro ricevette un messaggio per il comandante della piazza militare, ove gli inglesi chiedevano l'immediata resa delle forze spagnole. La nave inglese non attese risposta e in un po' di confusione la nave spagnola che portava la risposta fu sottoposta al fuoco.
Controllare il porto divenne una partita a scacchi, poiché la flotta spagnola imitava ogni movimento di quella britannica. Gli inglesi riuscirono a far scendere a terra piccoli gruppi di soldati sulla spiaggia, alcuni dei quali erano soldati tedeschi che combattevano a fianco degli inglesi. Nel giorno del 19 aprile due di questi furono catturati dagli spagnoli. Uno di loro aveva un manoscritto contenente un elenco di nomi di residenti nella città e gli Spagnoli, temendo che nei loro ranghi ci fossero dei traditori, li arrestarono tutti.
Il venerdì 21 aprile gli Spagnoli diedero ordine di distruggere il ponte di Sant'Antonio per eliminare la possibilità di una sua conquista da parte inglese.
Il sabato 22 gli spagnoli iniziarono ad assumere posizioni difensive dopo aver notato reggimenti inglesi con le loro bandiere fuori portata dei loro cannoni. Furono scavate trincee e assi chiodate furono disposte per rallentare l'attacco imminente.
Il lunedì 24 aprile la milizia portoricana, al comando del sergente Francisco Diaz, ebbe l'ordine di attaccare le posizioni inglesi con 70 uomini. Essi incontrarono circa 300 soldati inglesi e li costrinsero ad arretrare nonostante la loro inferiorità numerica. I portoricani catturarono 14 prigionieri e s'impadronirono di una batteria di cannoni. A questo punto gli inglesi passarono al contrattacco e i portoricani dovettero fuggire.
Pesanti combattimenti continuarono per i successivi cinque giorni, con pesanti perdite da entrambe le parti. Sabato 30 aprile gli inglesi cessarono i loro attacchi e cominciarono a ritirarsi da San Juan.